# Thiounn Prasith
Thiounn Prasith Ausgesprochen Chuun Pra Sit Khmer: ជួន ប្រសិទ្ធិ (* 3. Februar 1930 in Phnom Penh; † 2. Juni 2023 in Le Kremlin-Bicêtre) war ein kambodschanischer Politiker der Roten Khmer und Diplomat. Von 1979 bis 1991 war er Ständiger Vertreter des „Demokratischen Kampuchea“ bzw. ab 1982 der Koalitionsregierung des Demokratischen Kampuchea bei den Vereinten Nationen in New York.

## Leben
Thiounn Prasith wurde als Sohn von Thiounn Hal von seiner Mutter Bunchan Moly in Phnom Penh geboren. Er wuchs in einer wohlhabenden und einflussreichen Familie auf. Er war der Jüngste von 5 Geschwistern, er hatte 3 Brüder und eine Schwester. Zwei seiner Brüder bekleideten höhere Positionen in der Regierung der Roten Khmer, im sogenannten Demokratischen Kampuchea. Sein Bruder Thioeun war im Gesundheitsministerium beschäftigt, sein Bruder Mumm im Industrieministerium. Von 1935 bis 1941 ging er auf die französische Schule Sisowath in Phnom Penh. Aufgrund schlechter Noten konnte er die Schule nicht beenden. Sein Vater schickte ihn auf das französische Gymnasium Chasseloup-Laubat in Saigon in Vietnam. 1944 wechselte auf die französische Schule in Dalat. Nach dem Ende des Zweiten Weltkriegs und der Kapitulation Japans in Vietnam kehrte er nach Phnom Penh zurück. Von 1945 bis 1949 besuchte er wieder die französische Schule Sisowath in Phnom Penh. 1949 erhielt er die Hochschulreife.
Im September 1949 reiste er nach Paris und begann dort ein Studium der Zahnmedizin. Später wechselte er zu Pharmazeutik, dann zu den Wirtschaftswissenschaften. In Paris lernte er den späteren Generalsekretär der Kommunistischen Partei, Pol Pot, und den späteren Außenminister Ieng Sary kennen. 1954 schloss er sein Studium ab und kehrte 1955 nach Phnom Penh zurück. Während der Zeit in Paris wurde er wahrscheinlich Mitglied der Kommunistischen Partei Frankreichs und Mitglied der Gruppe der kambodschanischen Studenten, welche später die Roten Khmer gründeten. Er war mit Khieu Samphan und Vorn Vet befreundet. Nach seiner Rückkehr wurde er von der kambodschanischen Eisenbahn angestellt und absolvierte ein Praktikum bei der französischen Eisenbahn. Während seiner Zeit in Paris heiratete er eine Französin namens Christine Gouret. Das Paar hatte zwei Töchter und einen Sohn. In Phnom Penh wurde er Mitglied der Kommunistischen Partei Kampucheas. Er baute eine Zelle der Partei bei der Eisenbahn auf und schrieb auch für die linke Zeitung L’Observateur, die Khieu Samphan gegründet hatte. Von November 1958 bis April 1959 wurde er für ein weiteres Praktikum nach Japan geschickt.
David P. Chandler bezeichnete Thiounn Prasith als einen guten Freund von Pol Pot. In seiner Biographie über Pol Pot nennt Chandler Thiounn Prasith als einen der 21 Teilnehmer des geheimen Gründungstreffens der Roten Khmer im Jahr 1960 auf dem Rangierbahnhof von Phnom Penh. Er hätte als leitender Angestellter das Treffen ermöglicht und es mit seiner geheimen kommunistischen Zelle innerhalb der Eisenbahn abgesichert. 1961 geriet er wegen seiner kommunistischen Aktivitäten ins Visier der Regierung Norodom Sihanouk. Offiziell verließ er im Juni 1963 das Land aus Gesundheitsgründen. Er ließ sich in Frankreich nieder und arbeitete auf dem Pariser Flughafen und bei einer Erdölgesellschaft.
Nachdem Prinz Norodom Sihanouk 1970 von seinem Premierminister Lon Nol und dem Parlament abgesetzt worden war und in Peking eine Exilregierung unter Beteiligung der Kommunistischen Partei Kambodschas gebildet hatte, reiste Thiounn Prasith nach Peking und wurde Minister für die Koordination der Exilregierung. Während seiner Zeit als Minister nahm er an mehreren Konferenzen teil, z. B. an den Friedensverhandlungen in Paris.
Nach der Machtübernahme der Roten Khmer am 17. April 1975 kehrte er nach Phnom Penh zurück und wurde Berater des Außenministers Ieng Sary und Dolmetscher des Außenministeriums. Auch unternahm er Auslandsreisen für das Regime der Roten Khmer. Beispielsweise hielt er am 17. April 1976 in New York eine Ansprache als Delegationsleiter des „Demokratischen Kampuchea“ bei der dritten UN-Seerechtskonferenz (UNCLOS III). Am 28. September 1977 war er mit Ieng Sary in New York und hielt eine Rede vor der Generalversammlung. Er verteidigte das Land gegen Vorwürfe des französischen Außenministers, nach denen es in Kambodscha zu massiven Menschenrechtsverletzungen gekommen sei.
Bei Aufenthalten in Kambodscha führte er ausländische Delegationen durch das Land. Delegationen von sozialistischen Ländern durften das Land unter strengen Auflagen bereisen. Im Dezember 1978 begleitete er eine Gruppe von westlichen Journalisten und Wissenschaftler durch Kambodscha. Es waren die einzigen offiziellen, westlichen Besucher während der Herrschaft der Roten Khmer. Auf die Frage von Richard Dudman vom St. Louis Post-Dispatch, ob es Massenhinrichtungen und Tötungen gegeben hätte, meinte Thiounn Prasith, es sei unlogisch, ehemalige Soldaten, Beamte und Lehrer zu töten. Alle würden für den Erfolg der Revolution gebraucht. Am letzten Tag der 14-tägigen Reise wurde der Britische Wissenschaftler Malcolm Caldwell nach einem Besuch der Residenz von Pol Pot im Gästehaus der Regierung ermordet. Thiounn Prasith begleitete den Leichnam von Caldwell und die beiden überlebenden Journalisten Elizabeth Becker und Richard Dudman nach Peking. Wer für die Ermordung von Caldwell verantwortlich war, ist bis heute ungeklärt. Elizabeth Becker schloss aus, dass Thiounn Prasith hinter der Ermordung steckte.
Nach der Eroberung von Phnom Penh durch vietnamesische Truppen im Januar 1979 reiste er mit Ieng Sary nach New York City um die Roten Khmer vor den Vereinten Nationen zu verteidigen. Mit Unterstützung der ASEAN-Staaten, der Volksrepublik China und der USA votierten 71 Staaten in der Generalversammlung der Vereinten Nationen dafür, dass das Demokratische Kampuchea den UN-Sitz behielt, 35 waren dagegen (vorwiegend aus dem sowjetisch geführten Block). Anschließend war Thiounn Prasith Ständiger Vertreter des Demokratischen Kampuchea bei den Vereinten Nationen in New York. Ben Kiernan zufolge hatte Pol Pot persönlich Thiounn Prasith für diese Funktion ausgewählt. Ab 1982 vertrat er die sogenannte Koalitionsregierung des Demokratischen Kampuchea (französisch Gouvernement de coalition du Kampuchéa démocratique GCKD), die aus Roten Khmer, der FUNCINPEC des ehemaligen Königs Norodom Sihanouk und der antikommunistischen Nationalen Befreiungsfront der Khmer (KNLF) von Son Sann bestand. Er wurde 1991 als Ständiger Vertreter abgelöst, blieb aber noch bis 1993 dessen Stellvertreter.
Nach der Übergabe der Regierungsgewalt an die UNTAC und dem Wechsel des kambodschanischen UN-Sitzes an die neue kambodschanische Regierung ging Thiounn Prasith in den Ruhestand. Er wollte sich in Mount Vernon (New York) niederlassen, aber die Lage hatte sich geändert und die Regierung der Vereinigten Staaten wollte mit dem Khmer-Rouge-Kader nichts mehr zu tun haben. Das Außenministerium der USA beschloss 1995, ihn auszuweisen. Allerdings wohnte er laut The Village Voice noch 1998 in Mount Vernon, nach eigenen Angaben lebte er sogar bis 2001 in den USA. Anschließend zog er nach Paris. Am 8. Juni 2009 war er als Zeuge beim Rote-Khmer-Tribunal in Phnom Penh vorgeladen.

## Aussagen als Botschafter
Am 11. Januar 1979 hielt Prinz Norodom Sihanouk eine Rede vor dem Sicherheitsrat der Vereinten Nationen in New York. Thiounn Prasith hatte den Antrag eingebracht, den Prinzen vor dem Gremium zu hören. Die Sowjetunion und die Tschechoslowakei versuchten erfolglos, den Auftritt des Prinzen zu verhindern. Der Prinz sprach von einem „Rommel‐style Blitzkrieg“ gegen sein Land und forderte den kompletten Rückzug der vietnamesischen Truppen.
Am 28. Februar 1979 schrieb er einen Brief an den Präsidenten des Sicherheitsrates der Vereinten Nationen, in welchem er versuchte, den neu von Vietnam eingesetzten Präsidenten der Volksrepublik Kambodschas Heng Samrin als Verbrecher und Dieb darzustellen, welcher keinerlei Rückendeckung im Volk besitzen würde. Am 16. März 1979 schrieb er einen Brief, in welchem er über Fortschritte der Roten Khmer gegenüber den Vietnamesischen Invasoren berichtete. Die Truppen der Roten Khmer – die er „Revolutionary Army of Kampuchea“ nannte – würden die Vietnamesen einkreisen und diese müssten aus der Luft versorgt werden. Im März 1980 gab Thiounn Prasith der Zeitschrift Newsweek ein Interview. In diesem Interview schätzte er, dass zwischen 10.000 und 20.000 Menschen während der Herrschaft der Roten Khmer ermordet wurden, und nicht eine Million, wie Newsweek behauptete. Dabei hätte es sich zum größten Teil um vietnamesische Spione gehandelt. Er bezog sich wahrscheinlich auf die Toten im Gefängnis Tuol Sleng in Phnom Penh.

## Aussagen für das Gericht Extraordinary Chambers in the Courts of Cambodia
Am 8. Juni 2009 machte Thiounn Prasith Aussagen bei der Polizei in Paris (Interview 09478/00603/2009 National Gandarmerie im Auftrag der Extraordinary Chambers in the Courts of Cambodia, Befragung durch Bernhard Brun und Nuon Pharat von den Extraordinary Chambers). Er wäre im Dezember 1975 von Peking nach Phnom Penh zurückgekehrt. Zwischen April und Dezember wäre er zwischen den Städten gependelt. Er hätte nur wenige Tage am Stück in Phnom Penh verbracht. Ab Dezember 1975 wäre er einer von den Übersetzern von Englisch und Französisch für Ieng Sary gewesen. Das Außenministerium befand sich neben dem Hauptbahnhof von Phnom Penh und hätte zirka 15 Mitarbeiter in der Verwaltung gehabt. Das Ministerium hätte noch andere Personen beschäftigt wie Gärtner, Fahrer und Wachleute. Der Codename des Ministeriums wäre „B.1“ gewesen. Normalerweise durfte er das Gelände nicht verlassen und hätte damit keine Kontakte zu anderen Regierungsbehörden der Roten Khmer besessen. Er hätte nicht einmal gewusst, wo sich die anderen Ministerien befunden haben. Er hätte Ieng Sary auf mehreren Reisen ins Ausland begleitet. Offiziell hätte er den Titel „Head of Policy Department“ innegehabt. Entscheidungen hätte er nie gefällt. Es hätte keine Hierarchie im Ministerium gegeben. Alles hätte Ieng Sary entschieden. An Sitzungen mit Delegationen von China und Vietnam hätte er nie teilgenommen. Alles wäre geheim gewesen. Die Mitarbeiter des Ministeriums hätten sich jeden Tag getroffen und hätten primär Nachrichten an, und vom Außenminister übersetzt.
Im Herbst 1976 hatte man ihm vorgeworfen, zuerst ein Spion für den KGB, später für die CIA gewesen zu sein. Er musste manuelle Arbeit im Garten des Ministeriums als Umerziehungsmaßnahme tätigen. Während der Zeit der Ungewissheit hätte er Hasen für die Mitarbeiter des Ministeriums betreut und gefüttert. Er hätte in ständiger Angst gelebt auf das Land deportiert zu werden. Im Dezember 1976 befahl im Ing Sary eine Autobiographie zu verfassen.
Mehrmals im Jahr wären sie über die politische Situation im Land unterrichtet worden. Mehr nicht. Auch die restliche Belegschaft des Ministeriums wie Köche und Handwerker hätten daran teilgenommen. Im Februar oder März 1977 hätte er mitbekommen, dass der Botschafter in Hanoi Sien Ann verschwand. Erst nach 1979 konnte er erfahren, dass man Sien Ann nach Tuol Sleng gebracht hatte. Auch der Botschafter der Roten Khmer in Peking Toth Kham Toun wäre verschwunden. Die Botschafter hätten mehrere Tage im Außenministerium verbracht. Man hätte ihnen erzählt, danach würden die Botschafter zur Umerziehung auf das Land abgeordnet werden. Sie sollten Kokosnüsse ernten.
Oft hätte er Delegationen aus dem Ausland bei ihren Besuchen in Phnom Penh, Siem Reap und Kampong Thom begleitet. Man hätte den ausländischen Delegationen immer dieselben Orte gezeigt. Einer der Delegierten wäre Malcolm Caldwell gewesen. Wenige Stunden nach einer privaten Unterredung mit Pol Pot wurde Caldwell unter Umständen, die bis heute nicht geklärt sind, im Dezember 1978 in Phnom Penh getötet. Thiounn Prasith begleitete den Leichnam nach Peking und übergab ihn nach eigenen Aussagen der Britischen Botschaft. Wer für die Ermordung des britischen Hochschullehrers verantwortlich war wüsste er nicht.
Am 28. September 1977 hätte er eine Rede vor der Generalversammlung der Vereinigten Nationen in New York gehalten. In dieser Rede hätte er das Regime verteidigt gegen Vorwürfe des französischen Außenministers wegen massiven Menschenrechtsverletzungen. Die Rede wäre von Ieng Sary entworfen worden. Er hätte die Rede im Auftrag des Außenministers gehalten. Dass es zu systematischen Menschenrechtsverletzungen während der Zeit in Kambodscha gekommen war, hätte er nicht gewusst.